# Бестселлер (фильм, 1987)
«Бестселлер» (англ. Best Seller) — американский триллер 1987 года режиссёра Джона Флинна по сценарию Ларри Коэна. В главных ролях — Брайан Деннехи, Джеймс Вудс и Виктория Теннант.

## Сюжет
Лос-Анджелес, 1972 год. Группа вооружённых людей в масках нападает на полицейское хранилище улик и похищает оттуда 2,5 миллиона долларов. Трое полицейских убиты. Четвёртый — Деннис Мичум (Деннехи) — бьёт одного из грабителей ножом и сам получает тяжёлое ранение.
Пятнадцать лет спустя Мичум всё ещё служит в полиции Лос-Анджелеса. Написав роман о налёте на полицейский склад, он прославился как писатель. Но после смерти жены в его жизни наступает «чёрная полоса»: нелёгкая служба, забота о дочери (Бэлсон), творческий кризис и масса неоплаченных счетов. В этот момент на Мичума выходит бывший киллер по имени Клив (Вудс) и предлагает написать книгу о себе и своей работе на крупного бизнесмена Дэвида Мэдлока (Шенар), с которым у него личные счёты. Клив заявляет, что именно Мэдлок организовал то самое ограбление 15 лет назад, и обещает, что книга станет бестселлером. Поколебавшись, Мичум соглашается.
Клив детально описывает убийства, совершённые по приказу Мэдлока, но Мичум говорит, что этого мало, и требует серьёзных доказательств. Сбор улик затрудняет противодействие со стороны Мэдлока. Уже в самом начале расследования героев пытаются взорвать в машине такси. Догнав подставного таксиста, они выясняют, что покушение организовано парой бывших коллег Клива. Позже Мичум узнаёт, что Клив и есть тот самый налётчик, которого он ударил ножом и от которого получил пулю. Между ними происходит стычка, но их сотрудничество остаётся в силе. Клив знакомит Денниса со своей семьёй и «в знак дружбы» дарит ему дорогие часы, однако Мичум возвращает подарок, напоминая, что всё ещё является полицейским. Сотрудники Мэдлока приходят в участок и пытаются подкупить Мичума, угрожая проблемами в случае отказа, но тот выгоняет их прочь. Он почти заканчивает книгу и показывает рукопись своему издателю Джиллиан (Теннант). Мичум признаётся ей, что несмотря на личную симпатию к Кливу, собирается его арестовать. Позже в поисках рукописи к Джиллиан приходит и Клив, но выясняется, что осторожный Мичум не оставил ей копии.
Вскоре Клив и Мичум летят в Техас, чтобы поговорить со свидетельницей убийства сенатора. Во время разговора на них нападают люди Мэдлока. Тандем героев побеждает в перестрелке, но женщину убивают. В целях безопасности они решают возвращаться на разных самолётах. Один из наёмников Мэдлока проникает в дом Мичума, чтобы найти рукопись, но сталкивается с его дочерью Холли. Подоспевший Клив спасает девочку и прячет её у напуганной прошлым визитом Джиллиан. Вернувшись домой, Мичум обнаруживает труп и Клива, который уверяет, что Холли в безопасности, но отказывается говорить, где именно, используя её как страховку от ареста. Мэдлок приглашает Мичума на благотворительный приём, и Клив решает, что это хорошая возможность покончить, наконец, со своим бывшим работодателем. Между тем к Джиллиан приходят двое полицейских, забирают Холли и отвозят её к Мэдлоку. На приёме Мэдлок шантажирует Мичума, а Клив тем временем проникает в дом, убирает охранников и освобождает Холли. Поняв, что Клив в доме, Мэдлок выхватывает пистолет, ранит Мичума и берёт в заложницы его дочь. Клив готов убить Мэдлока, но Деннис умоляет его не стрелять. Клив опускает оружие. Мэдлок стреляет в него и сдаётся Мичуму. Клив умирает у Денниса на руках.
Финальный кадр — витрина книжного магазина. «Возмездие» Денниса Мичума. 28 недель в списке бестселлеров.

## В ролях
- Брайан Деннехи — Деннис Мичум, офицер полиции и писатель
- Джеймс Вудс — Клив, наёмный убийца
- Виктория Теннант — Роберта Джиллиан, издатель
- Эллисон Бэлсон — Холли Мичум, дочь Денниса
- Пол Шенар — Дэвид Мэдлок, бизнесмен
- Джордж Коу — Грэм, адвокат Мэдлока
- Энн Питоньяк — миссис Фостер
- Мэри Карвер — мать Клива
- Чарльз Тайнер — отец Клива

## Съёмочная группа
- Сценарист: Ларри Коэн
- Режиссёр: Джон Флинн
- Продюсер: Картер Де Хэйвен
- Оператор: Фрэд Мёрфи
- Монтажёр: Дэвид Розенблум
- Композитор: Джей Фергюсон
- Художник: Роберт Хоуланд

## Интересные факты
- Одним из прототипов Денниса Мичума стал реальный полицейский из Лос-Анджелеса Джозеф Вамбо, примерный страж порядка и автор бестселлера[2].
- Дистрибьютор в России на лицензионном видео: «Екатеринбург Арт» (1999—2002 годы).
- В соответствии с Системой возрастной классификации кинопоказа в России лента имеет категорию: «Фильм разрешен для показа зрителям, достигшим 14 лет».